# Маній Аквілій Красс
Маній Аквілій Красс (лат. Manius Aquilius Crassus, д/н —43 до н. е.) — політичний та військовий діяч Римської республіки.

## Життєпис
Походив з впливового плебейського роду Аквіліїв. Син сенатора Манія Аквілія. Про молоді роки немає відомостей. За свою зовнішність отримав когномен «Красс», тобто товстий. У 71 році стає монетарієм. На цій посаді карбував денарії з написом «Virtus».
Немає чітких відомостей про діяльність Аквілія Красса в роки Першого триумвірату та під час громадянської війни між Гаєм Цезарем та Гнеєм Помпеєм. У 43 році до н. е. Аквілій стає претором. Сенат спрямував його до Піцену, щоб набрати війська проти Октавіана, який претендував на владу. Втім дії Красса були невдалими й зрештою він потрапив у полон до Октавіана. Останній відпустив Аквілія, але потім включив до проскрипційних списків. Незабаром Манія Аквілія Красса було вбито.